# Takeshi Nogami
Nogami Takeshi ( 野上 武志) je japanski mangaka koji je poznat ponajviše po mangi Shidenkai no Maki i parodiji anime serije Girls und Panzer; "Girls und Panzer: Ribbon warrior".
Njegova djela su ponajviše o djevojkama u doba adolescencije i njihovim životima koji su na neki način povezani s vojnim vozilima.
U Girls und Panzer, Nogami je izmislio izgled likova timova "Kaba", "Ahiru" i "Arikui". Također je dizajnirao likove u anime-a koji se pojavio u anime seriji Shirobako.
Njegov najdraži tenk je japanski Tip 74.

## Djela
- Koutetsu no Shoujo-tachi (2001)
- Moeyo Sensha Gakkou!! (2005)

- Tetsusha Teikoku no Joshuu (2005)
- Yamato Nadeshiko 007 (2005)
- Sailor Fuku to Juusensha (2006)
- Tsuki no Umi no Rua (2007)
- Soukai no Seiki (2011)
- Strike Witches: Africa no Majo (2012)
- Marine Corps Yumi (2012)
- Seilor Kentouki Arashi (2012)
- Shidenkai no Maki (2013)
- Girls und Panzer: Comic Anthology 1 Chapter 1 (2013)
- Girls und Panzer: Ribbon no Musha (2014)
- Dai 3-hikou Shoujo-tai (2015)
- The Secret Shogun (2017)[1]